# Mandevilla longiflora
Mandevilla longiflora är en oleanderväxtart som först beskrevs av René Louiche Desfontaines, och fick sitt nu gällande namn av Marcel Pichon. Mandevilla longiflora ingår i släktet Mandevilla och familjen oleanderväxter. Inga underarter finns listade i Catalogue of Life.